# Vol Polar Airlines 9949
L'accident du vol Polar Airlines 9949 est survenu le 2 juillet 2013 lorsqu'un hélicoptère de type Mil Mi-8 exploité par Polar Airlines s'est écrasé près de Depoutatski (en), dans le raïon d'Oust-Ian (en), dans la République de Sakha, en Russie, il transportait 25 passagers (dont 11 enfants) et 3 membres d'équipage. Selon un porte-parole du ministère des Situations d'urgence, 24 personnes sont mortes dans l'accident, les trois membres d'équipage et un enfant ont survécu. Les premiers rapports suggéraient que le pilote avait perdu le contrôle de l'hélicoptère en raison de vents forts. Le crash fait l'objet d'une enquête par l'Interstate Aviation Committee.

## Accident
À 22h00, l'équipage du vol 9949 a subi un examen médical avant le vol à l'hôpital local du village de Depoutatski (en), sans aucun problème de santé à signaler. L'équipage a été autorisé à effectuer le vol, qui était prévu à 23h00. Le mécanicien de bord a ravitaillé l'hélicoptère avec 2 800 litres d'un carburant spécial, résistant au givre. À 22h30, les pilotes ont reçu les prévisions météorologiques pour l'itinéraire.
À 23h38, le pilote aux commandes a demandé à décoller selon les règles de vol à vue, et pour démarrer ses moteurs, il a reçu une confirmation pour l'allumage des deux moteurs. À 23h51, le vol 9949 a reçu l'autorisation de décollage 51 minutes après l'heure de départ prévue, en effectuant un virage à droite. À 23h58, l'équipage s'est signalé au contrôle aérien, c'est la dernière communication radio établie avec du vol 9949.
À 00h13, l'hélicoptère s'est écrasé contre un affleurement rocheux, la violence du choc détruisant complètement l'appareil. À 12h34, le commandant de bord, utilisant un téléphone satellite, a appelé pour signaler l'accident et qu'il y avait quelques survivants, mais un grand nombre de morts. Au total, les 3 membres d'équipage et un passager ont survécu à l'accident.